# Nordlohne
Nordlohne ist eine Ortschaft in der Einheitsgemeinde Wietmarschen im niedersächsischen Landkreis Grafschaft Bentheim. Bis zur Umgliederung nach Wietmarschen war Nordlohne  Teil der ehemaligen Gemeinde Schepsdorf-Lohne im damaligen Landkreis Lingen.

## Geographie

### Geographische Lage
Nordlohne liegt im äußersten Osten des Landkreises Grafschaft Bentheim und grenzt direkt an den Landkreis Emsland. Die Ems fließt nordöstlich in 1,4 km Entfernung, die A 31 verläuft 4 km westlich.
Vom Dorfgemeinschaftshaus ist die Ems 1269 m, der Marktplatz Lingen 4115 m, Rheitlage 1938 m, St. Alexander Schepsdorf 3223 m, St. Antonius Lohne 3564 m und die Autobahnraststätte Ems-Vechte Ost 3895 m Luftlinie entfernt.

### Nachbarorte
Nordlohne grenzt an das Stadtgebiet von Lingen (Ems): Im Norden und Osten liegen die Lingener Stadtteile Wachendorf, Rheitlage und Schepsdorf, im Süden liegt die Ortschaft Lohne und im Westen Schwartenpohl (beide Gemeinde Wietmarschen).

## Geschichte
Nordlohne blickt auf eine mindestens 860-jährige Geschichte zurück. 1152 wurde Nordlohne zusammen mit Südlohne, Mittellohne und Lohne auf dem Oerde erstmals als Lohner Bauerschaft urkundlich bei der Klostergründung zu Wietmarschen erwähnt. Vermutlich zwischen 1291 und 1313 wurden Schepsdorf, Lohne, Nordlohne, Rheitlage und Herzford aus dem Kirchspiel Emsbüren ausgegliedert und bildeten das Kirchspiel Schepsdorf. Nordlohne ist seit dieser Zeit der Pfarrgemeinde Schepsdorf angehörig, während in Lohne 1915 eine eigene Pfarrgemeinde gegründet wurde.
Nordlohne gehörte bis 1802 zum Hochstift Münster, das in diesem Gebiet einen schmalen Streifen zwischen den Grafschaften Bentheim im Westen und Lingen im Osten bildete. 1802 wurde das Hochstift Münster durch preußische Truppen besetzt und fiel im Zuge der napoleonischen Kriege an Frankreich. Nachdem 1815 das Königreich Hannover im Zuge des Wiener Kongresses entstand, wurde Nordlohne diesem zugeschlagen und gleichzeitig dem Amt Lingen unterstellt. 1866 wurde das Königreich Hannover durch Preußen annektiert und das Königreich wurde preußische Provinz, die 1871 im Deutschen Kaiserreich aufging. 1885 wurde der Landkreis Lingen aus den Ämtern Lingen und Freren sowie der Stadt Lingen gebildet.
Nordlohne war nach dem Zweiten Weltkrieg durch die britische Siegermacht besetzt und wurde 1946 Teil von Niedersachsen und der 1949 gegründeten Bundesrepublik Deutschland. Im Zuge der Gemeindereform wurde die Gemeinde Schepsdorf-Lohne am 1. März 1974 aufgelöst. Gegen diese Auflösung erwuchs starker Widerstand in der gesamten Gemeinde und im Gemeinderat, der sich geschlossen dagegen stemmte. Letztendlich konnte das aber nicht verhindert werden. Nordlohne, Lohne und Lohnerbruch kamen zu Wietmarschen, das zuvor zum Landkreis Grafschaft Bentheim gehörte. Mit der Eingliederung einher ging der Wechsel der Gemeinde Wietmarschen in den Landkreis Lingen. Mit der Gründung des Landkreises Emsland am 1. August 1977 kam die Gemeinde wieder zum Landkreis Grafschaft Bentheim.
Bis heute sind die Nordlohner aufgrund der räumlichen Nähe nach Lingen „ausgerichtet“. So gehören beispielsweise die Telefonanschlüsse in Nordlohne zum Ortsnetz Lingen.

## Religionen
In Nordlohne gehört die Mehrzahl der Einwohner der römisch-katholischen Kirche an. Seit jeher sind die Katholiken Teil der Kirchengemeinde St. Alexander zu Schepsdorf, gehören kirchlich also nicht zu Lohne. Evangelisch-lutherische Nordlohner Bürger sind der Kreuzkirchengemeinde zu Lingen angegliedert, die auch in Lohne ein Gemeindezentrum betreibt.

## Kultur und Sehenswürdigkeiten

### Bauwerke
Als Sehenswürdigkeiten sind in Nordlohne zwei Plätze bzw. Bauwerke zu nennen: der Glockenturm und das Gelände rund um das Dorfgemeinschaftshaus.
An der Nordstraße – am ersten Standort der ehemaligen katholischen Volksschule – befindet sich der 1983 erbaute Glockenturm. Die Glocke stammt aus der ehemaligen Schule und läutet täglich zum Angelus. Sie wurde 1852 durch Johann Herrmann Lüttel gestiftet, der später nach Amerika auswanderte. An diesem Platz befinden sich neben dem Glockenturm auch ein Gedenkstein des Schützenvereins Nordlohne 1911 e. V. und eine aus Fachwerk errichtete Bushaltestelle.
Ebenfalls an der Nordstraße befindet sich das Gelände rund um das Dorfgemeinschaftshaus. Es wurde 1933 als Festsaal der Gastwirtschaft Bruns eingeweiht. Im Laufe der Jahre wurde dieser Saal auf verschiedene Art und Weise genutzt. Im Laufe der Jahrzehnte verfiel dieses Gebäude zusehends und war dadurch kaum noch nutzbar. Die Gemeinde Wietmarschen erwarb es mit der Absicht, für die Nordlohner Bürger einen Treffpunkt der Dorfgemeinschaft zu schaffen und eine neue Dorfmitte zu entwickeln. Mit erheblichen Eigenleistungen und Fördermitteln wurde das Gebäude 1989 feierlich eingeweiht.
Im Zuge des Dorferneuerungsprogramms des Landkreises Grafschaft Bentheim kam ein weiteres Gebäude hinzu. Auf der Grundlage eines ehemaligen Schafstalls wurde ein Mehrzweckgebäude errichtet, das im Jahr 2000 eingeweiht wurde. Das Gebäude besteht aus einem Eichenfachwerk und ist im Stile alter Niederdeutscher Höfe gehalten. Im Laufe der Zeit kamen ein Sportplatz, eine Grillhütte und eine Fachwerkscheune hinzu. Die neue Dorfmitte liegt inmitten alter Stieleichen und Buchen.

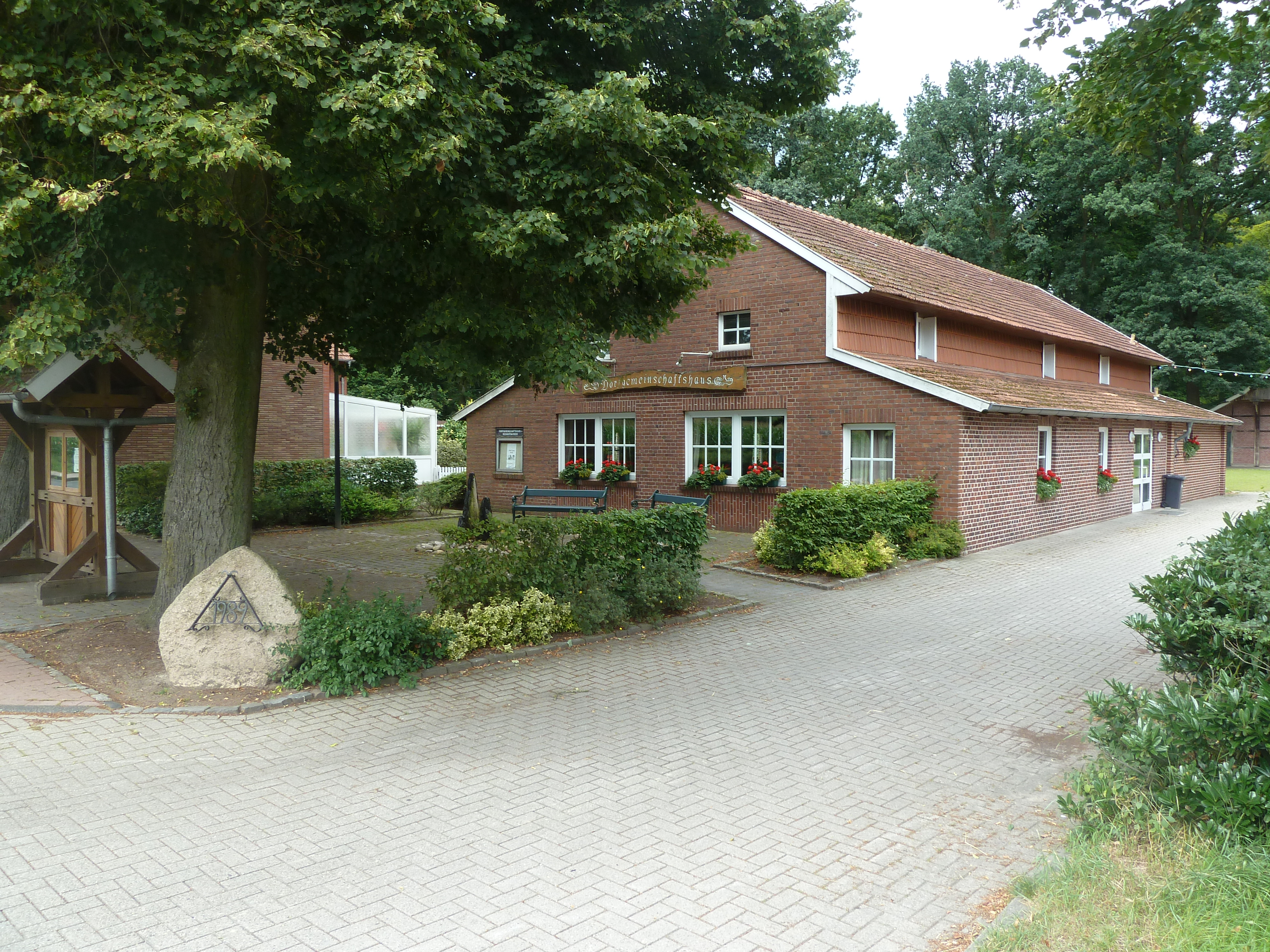
Dorfgemeinschaftshaus in Nordlohne.
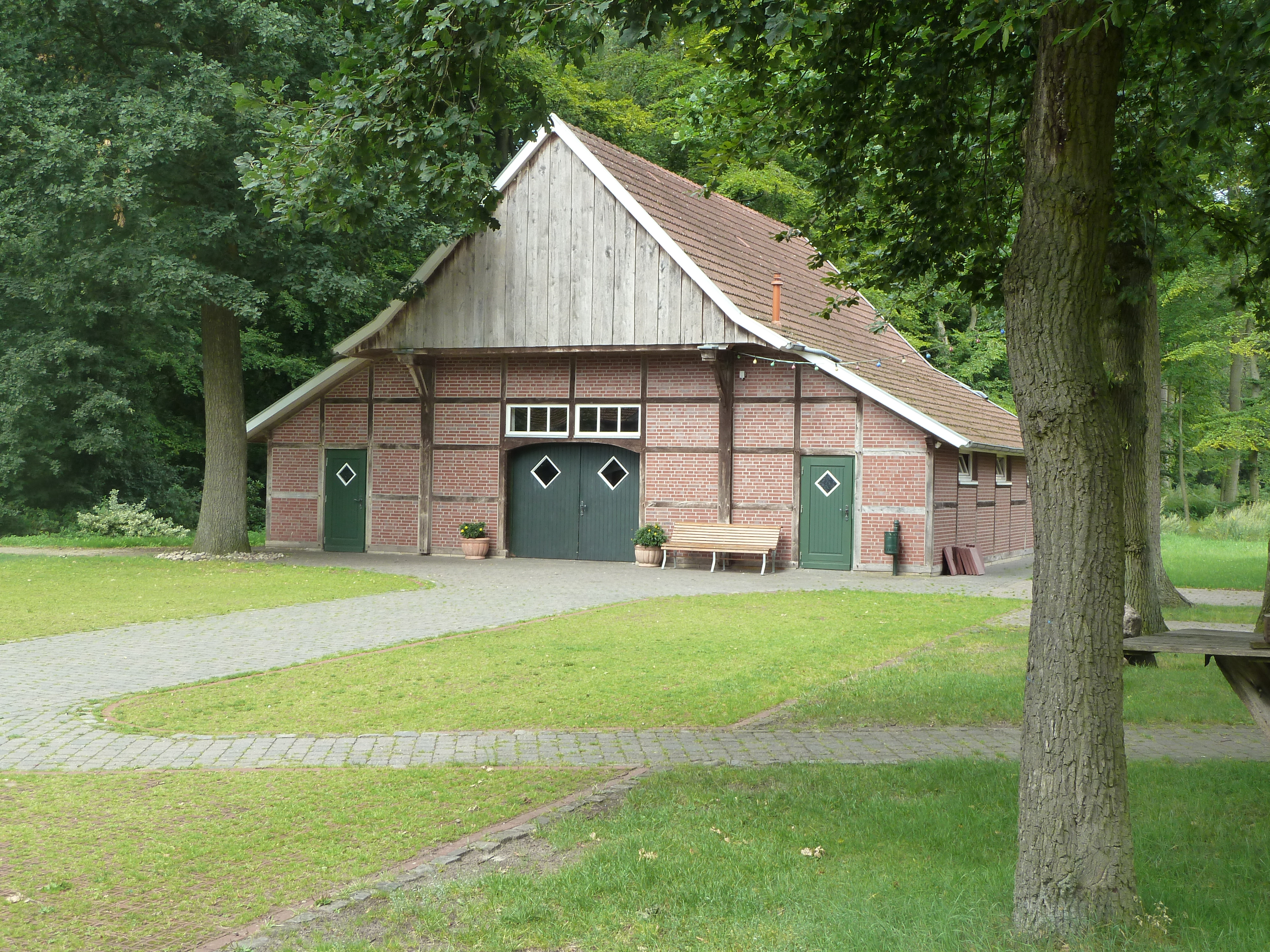
Mehrzweckgebäude am Dorfgemeinschaftshaus
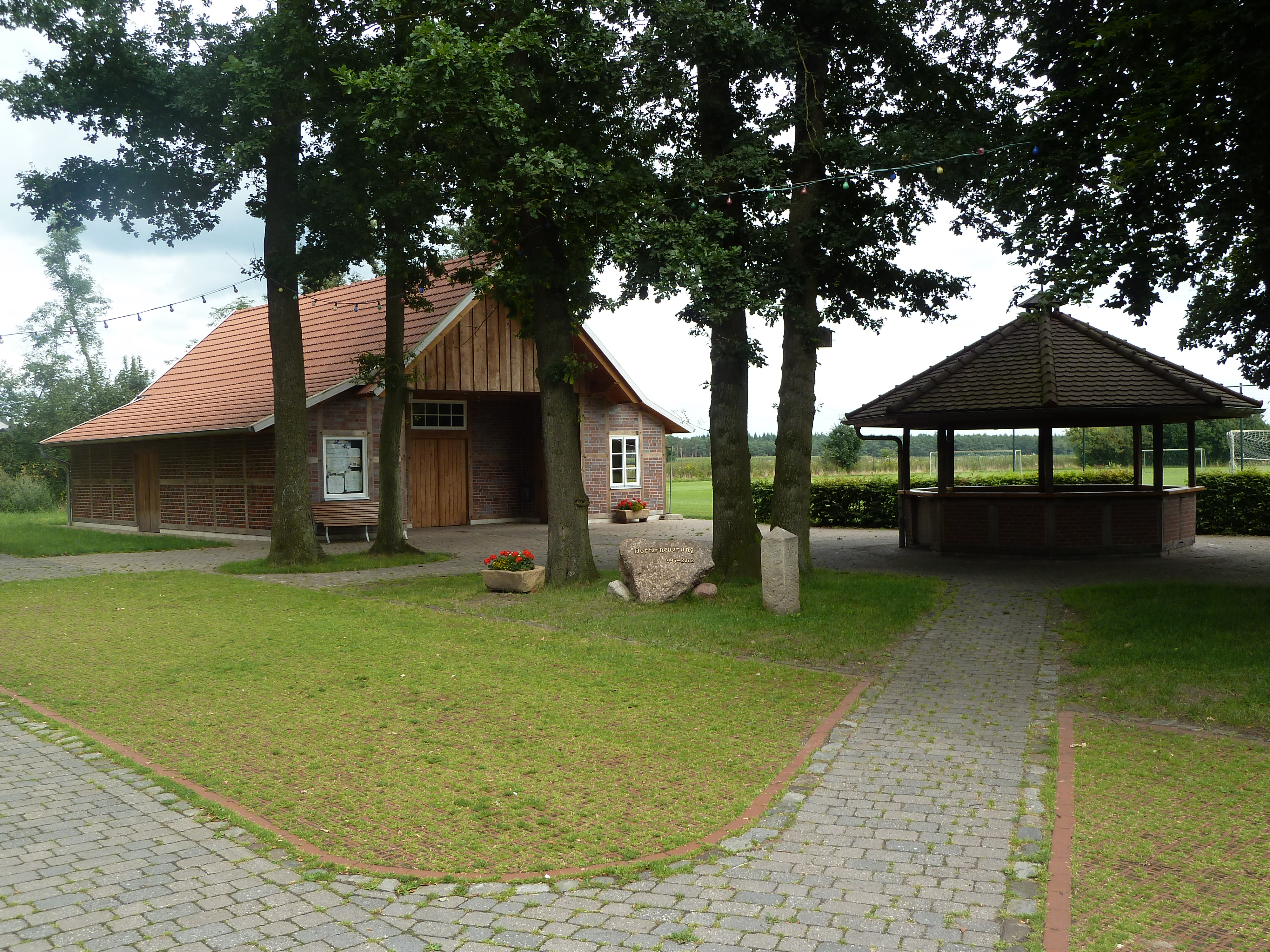
Scheune und Grillhütte am Dorfgemeinschaftshaus
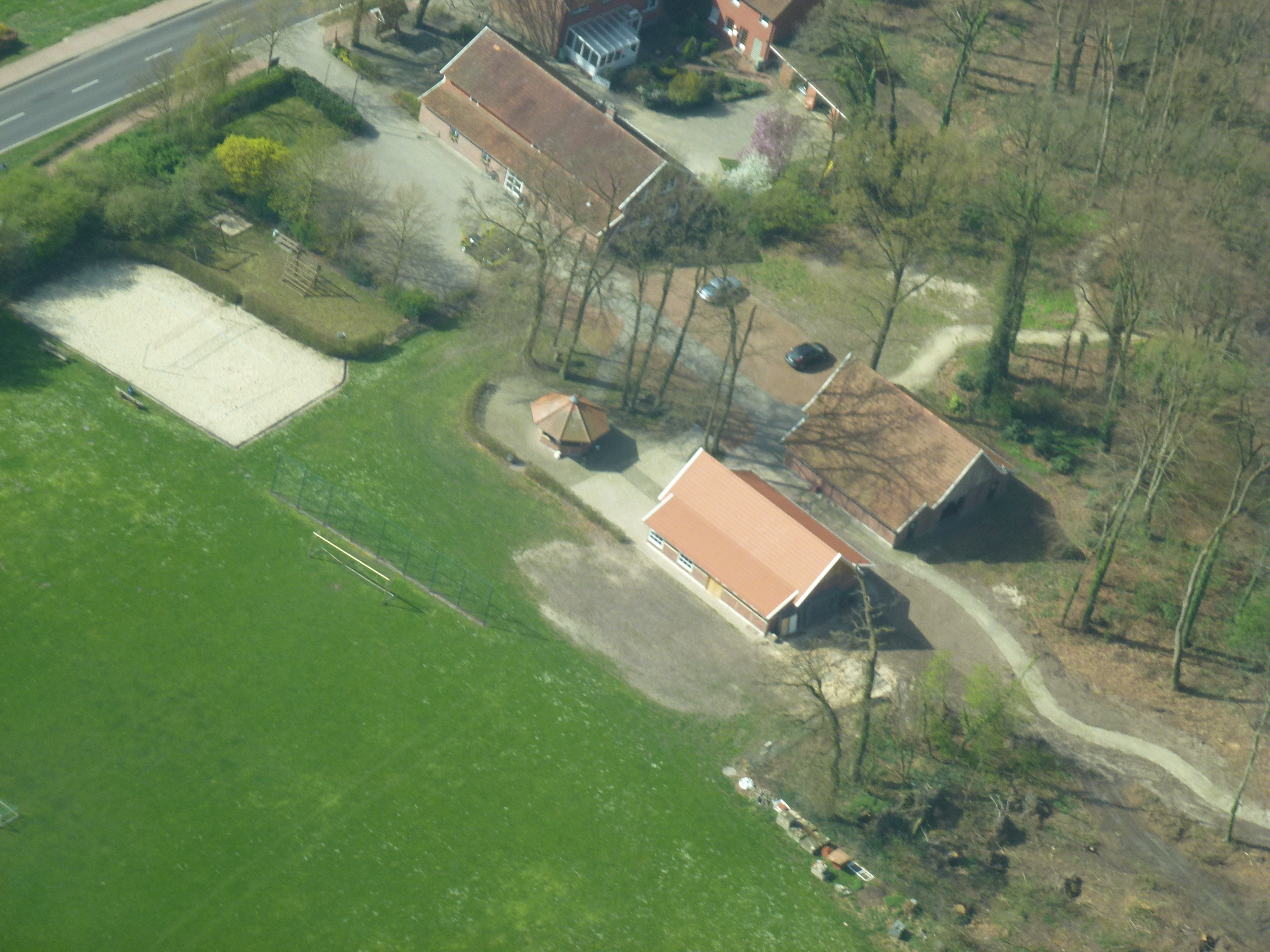
Luftaufnahme vom Dorfgemeinschaftshaus
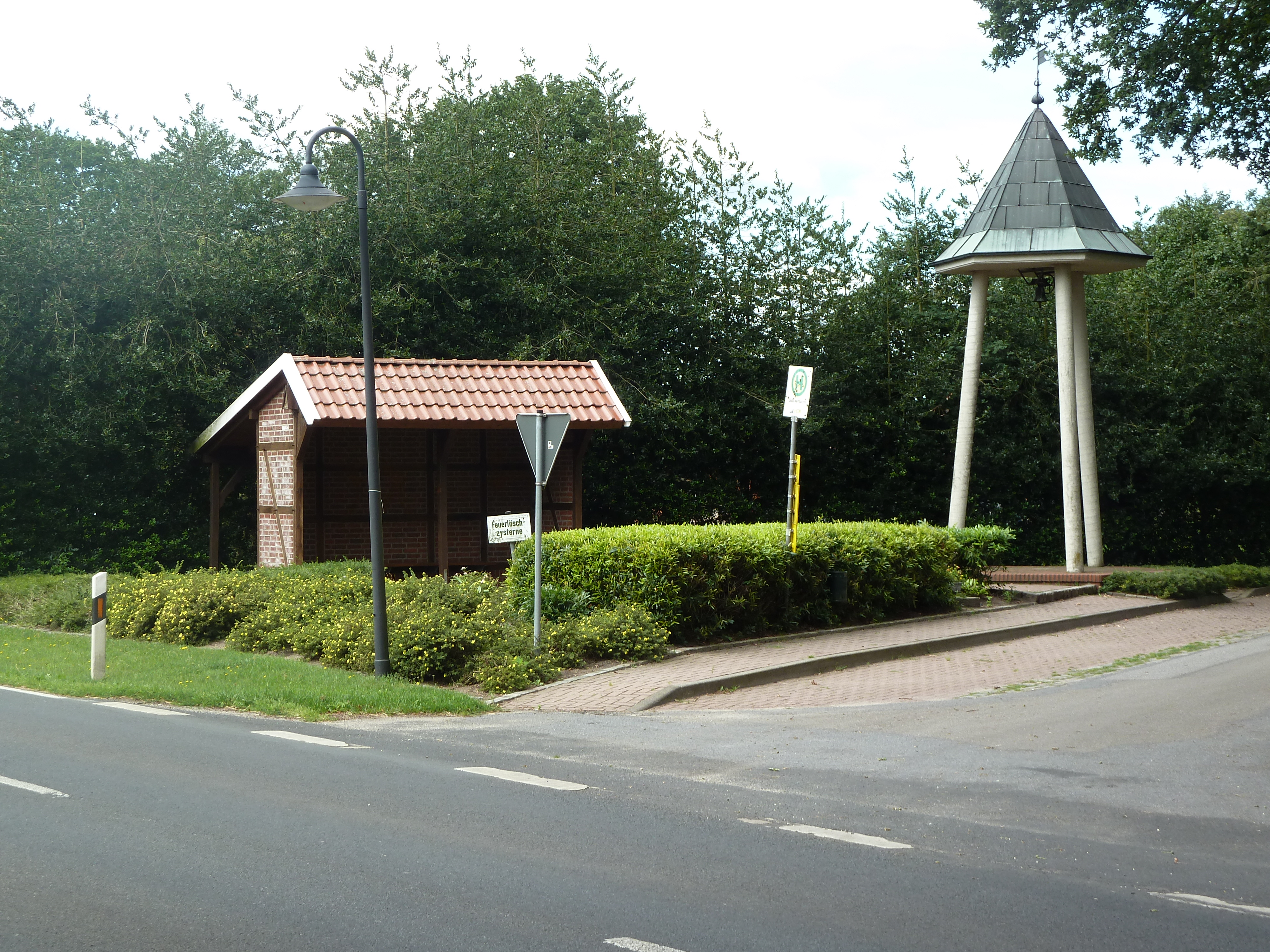
Glockenturm mit Bushaltestelle an der Nordstraße

### Freizeit und Tourismus

#### Naherholungsgebiet Lohner Sand
Zwischen Nordlohne und Schepsdorf erstreckt sich ein weitläufiges Wald- und Heidegebiet, das von Sanddünen durchzogen ist. Dieses Gebiet in der Größe von ca. 300 ha wurde von 1956 bis 2007 von der Bundeswehr als Übungsgelände genutzt. Die weiteren militärischen Nutzer waren von 1935 bis 1945 die Reichswehr/Wehrmacht und von 1945 bis 1956 die britische Armee.
Nachdem die militärischen Einheiten abgezogen waren, stellte die Gemeinde Wietmarschen einen Plan für die anschließende Nutzung des Übungsgeländes vor. Mittlerweile ist nach diesem Plan ein Naherholungsgebiet entstanden. Wander- und Radwege durchziehen den ehemaligen Übungsplatz. Um den Besuchern die heimische Flora und Fauna näherzubringen, wurde ein Naturlehrpfad angelegt. Dieser informiert umfassend über die Facetten der heimischen Flora und Fauna und geht im Besonderen auf die heimischen Heide- und Wehsandgebiete ein, die früher charakteristisch für diesen Landstrich waren. Zur Landschaftspflege werden Bentheimer Landschafe eingesetzt, um den Bewuchs an Traubenkirschen und Kiefern so gering wie möglich zu halten; Bienenzüchter bringen ihre Völker in die Heide.

### Sport- und Spielstätten
- 1 Fußballplatz
- 3 Spielplätze
- 1 Modellflugplatz

### Vereine
- Schützenverein Nordlohne 1911 e. V.: Der Schützenverein Nordlohne wurde im Jahr 1911 von Bürgern Nordlohnes gegründet. Bis zu diesem Zeitpunkt waren sie im Schützenverein Lohne organisiert. Der Schützenverein nimmt heute eine wichtige Stellung im Gemeindeleben der Nordlohner ein. Im Schützenverein sind rund 100 männliche Mitglieder organisiert, das entspricht mehr als 30 % aller Einwohner Nordlohnes.
- KLJB Nordlohne: Die Katholische Landjugendbewegung gründete 1957 in Nordlohne eine Ortsgruppe. Dort sind der größte Teil der Jugendlichen aus Nordlohne, unabhängig von der Konfession, organisiert. Für die Landjugend steht ein Raum im Dorfgemeinschaftshaus bereit, der vielfältig durch die KLJB genutzt wird.

### Regelmäßige Veranstaltungen
- Modellflugtag des MFC Phönix Lohne auf dem Mühlenberg/Rupingberg zwischen Nordlohne und Lohne am 1. Mai
- Landjugendfest der KLJB Nordlohne mittwochs vor Christi Himmelfahrt
- Zweitägiges Schützenfest des Schützenvereins Nordlohne an Christi Himmelfahrt
- Jazzfrühschoppen des Kulturkreises Wietmarschen am Dorfgemeinschaftshaus im Juni
- Sport- und Dorffest am letzten Augustwochenende

## Wirtschaft und Infrastruktur

### Verkehr

#### Radwege
In und um Nordlohne gibt es ein umfassendes Wander- und Radwanderwegenetz. Die Gemeinde Wietmarschen hat mit der Auszeichnung und der Anlegung von fast 30 km Radwanderwegen Nordlohne und die unmittelbare Umgebung erschlossen. Die Radwanderwege in Nordlohne sind an die überregionalen Radwanderwege der Grafschaft Bentheim (Grafschafter Fietsentour) und des Landkreises Emsland (Emsland-Netz) angeschlossen.

#### Straßenverkehr
Nordlohne liegt an der K 34/K 33 (Wietmarschen—Schepsdorf) und ist über die Berg- und Hauptstraße in etwa 5 km Entfernung an die B 213 (Nordhorn—Delmenhorst) angeschlossen. Die Anschlussstelle Lingen der A 31 ist etwa 6 km entfernt.

#### Öffentlicher Nahverkehr
Nordlohne ist über zwei Buslinien der Verkehrsgemeinschaft Emsland-Süd erreichbar: die Buslinie 161 von Wietmarschen nach Lingen und die Buslinie 165 von Nordhorn nach Lingen. Es gelten die Tarife der Verkehrsgemeinschaft Grafschaft Bentheim. Die Linie 165 verkehrt zu den Hauptverkehrszeiten stündlich. Die Linie 165 ist zu bestimmten Zeiten des Jahres samstags und sonntags als Fietsenbus ausgestattet. Der Fietsenbus führt einen Anhänger mit, der es den Fahrgästen gestattet, Fahrräder mit sich zu führen. In Lingen am ZOB hat man Anschluss an die Züge der Deutschen Bahn AG und auf andere Buslinien der Verkehrsgemeinschaft Emsland-Süd.

#### Luftverkehr
Im etwa 9 km entfernten Klausheide befindet sich der gleichnamige Verkehrslandeplatz. Hier können Motorflugzeuge bis maximal 10 t Gesamtgewicht und Segelflugzeuge starten und landen. Nächster internationaler Flughafen ist der Flughafen Münster/Osnabrück in Greven.

### Medien
- Lingener Tagespost – Tageszeitung
- Grafschafter Nachrichten – Tageszeitung
- Ems-Vechte-Welle – Radiosender
- ev1.tv – Fernsehsender

## Öffentliche Einrichtungen

### Bildung
Von 1819 bis 1965 gab es in Nordlohne die Katholische Volksschule Nordlohne, die auch von den Schülern aus Wachendorf besucht wurde. Aufgrund fallender Schülerzahlen wurde die Schule geschlossen und die Kinder aus Nordlohne besuchten zunächst die Volksschule in Schepsdorf. Die weiterführenden Schulen werden in Lohne (Haupt- und Realschule) und in Lingen (Gymnasien) besucht. Mit der Kreisreform 1977 wurden die Kinder aus Nordlohne auch nach Lohne in die Grundschule eingeschult. Berufsschüler besuchen i. d. R. die Berufsbildenden Schulen in Lingen.

## Persönlichkeiten
- Johann Heinrich Kaupel (1890–1953), katholischer Theologe und Hochschullehrer